# シナイモツゴ
シナイモツゴ(品井持子、Pseudorasbora pumila)は、条鰭綱コイ目コイ科モツゴ属に属する魚類。

## 分布
日本（青森県（青森平野）、秋田県、岩手県、長野県、新潟県、福島県、宮城県、山形県）。茨城県、神奈川県、埼玉県、群馬県、千葉県、東京都、栃木県では絶滅
模式標本の産地（基準産地・タイプ産地・模式産地）は品井沼（宮城県）。和名はタイプ産地に由来する。

## 形態
側線は不完全。体側面に、黒い縦縞が入る。
頭長は体長の26.5 - 31.6 %。

## 特徴
和名は、かつて宮城県中部にあった品井沼で発見されたことに因むが、宮城県内では干拓事業によって品井沼が消失して以降、長らく生息が確認されていなかった。1993年（平成5年）9月、宮城県水産技術総合センター内水面水産試験場、鹿島台町（現・大崎市鹿島台）、鳴瀬吉田川漁業協同組合が共同で調査した結果、鹿島台町桂沢のため池でシナイモツゴの生息が確認された。
大崎市では、この生息確認に携わった地元有志らがNPO法人「シナイモツゴ郷の会」を組織しており、自然繁殖できる環境の復元、シナイモツゴを食害するオオクチバスやアメリカザリガニの駆除に取り組んでいる。
同属のモツゴよりずんぐりしている。
動物や、付着藻類などの植物などを食べる雑食性である。

## 人間との関係
人為的に移入されたオオクチバスやブルーギル・アメリカザリガニによる捕食、人為的に移入されたモツゴとの交雑による遺伝子汚染などにより生息数が減少している。関東地方では1940年代までに、ほぼ絶滅したとされる。長野県では2006年に県の希少野生動植物種に指定している。
絶滅危惧IA類 (CR)（環境省レッドリスト）